# Aquari de Gijón
L'Aquari de Gijón és un aquari públic situat al passeig de la Platja de Ponent, en el nucli urbà de Gijón. Va ser inaugurat per les autoritats el 9 de juny i va obrir les portes al públic el 10 de juny de 2006. És gestionat per l'empresa Coutant Aquariums.
Compta amb 2.000 m² d'exposició, en la qual es troben 60 aquaris d'aigua dolça i salada, un auditori per a esdeveniments, una aula educativa d'uns 100 m², i una zona de recuperació de mamífers i rèptils marins. Dins dels 60 tancs existeixen unes 250 espècies d'animals entre peixos, invertebrats, mamífers, rèptils amfibis i ocells. Destaquen 8 taurons d'entre 1,5 i 2 metres de longitud arribats directament de Florida. En total, el nombre d'exemplars ronda els 5000 individus.

## Zones d'exposició

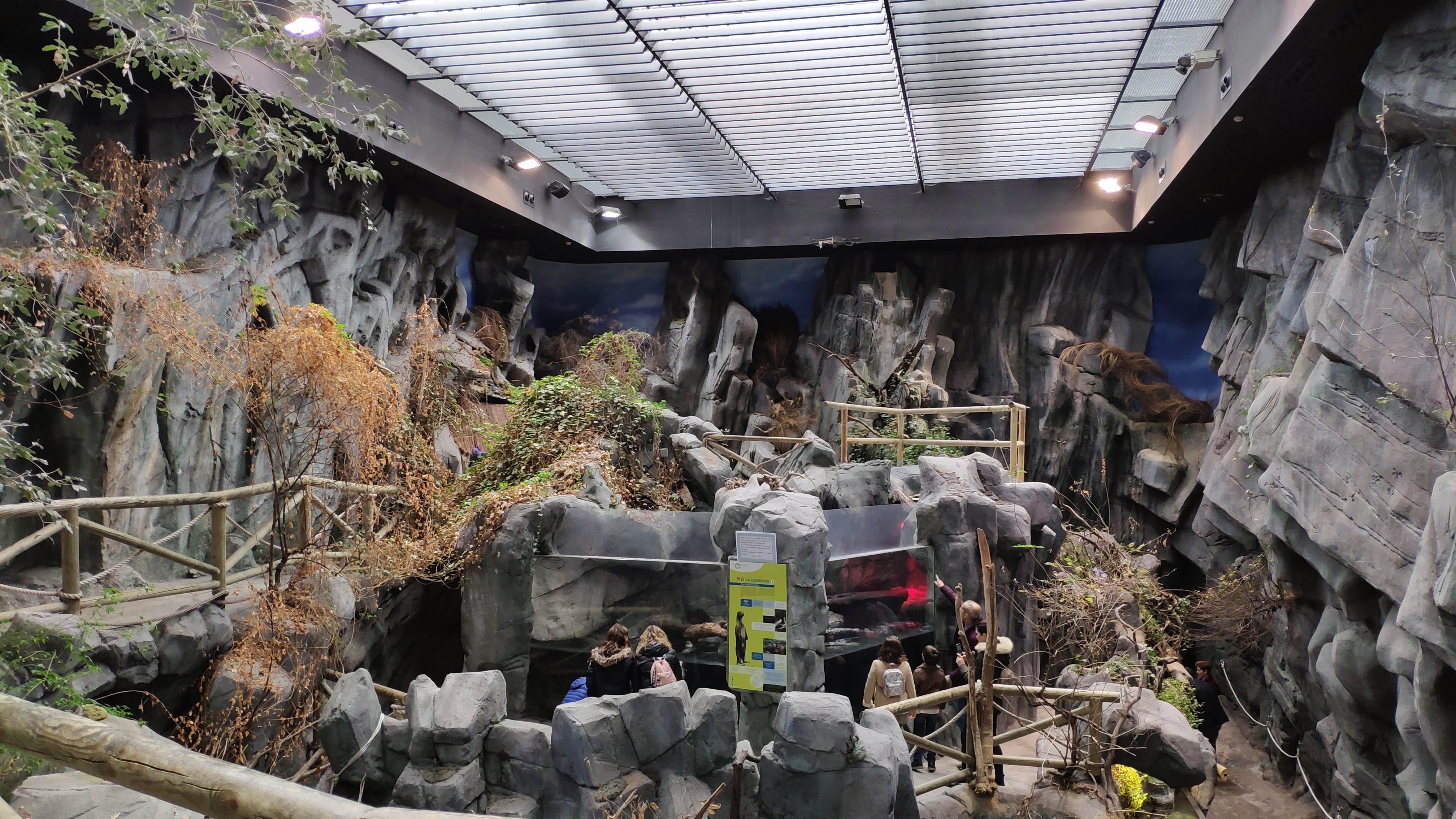
Interior de l'Aquari de Gijón.

L'equipament consta de dotze zones temàtiques visitables:
- Rius asturians.
- Zona cantàbrica.
- Costa cantàbrica.
- Atlàntic
- Illes del Carib.
- Cap de Forns.
- Pacífic-Índic.
- Mar Roig.
- Madagascar.
- Cap de Bona Esperança.
- Atlàntic subtropical.
- Port asturià.